# Calamotropha fuscilineatellus
Calamotropha fuscilineatellus là một loài bướm đêm trong họ Crambidae.